# Artie Ziff
Artie Ziff je fiktivní postava z amerického animovaného seriálu Simpsonovi. Jde o narcistického internetového podnikatele, který je poblázněný do Marge Simpsonové, své bývalé spolužačky ze střední školy. Animátor David Silverman založil Ziffův vzhled a řeč těla na jeho bývalé spolužačce ze střední školy. 
Poprvé se Ziff objevil v dílu Takoví jsme byli (1991), ve kterém vezme mladou Marge Bouvierovou na maturitní ples. Když se ji Artie pokusí v autě osahávat, Marge ho odmítne a odjede, přičemž cestou domů potká Homera. V dospělosti se Artie opakovaně pokouší přimět Marge, aby si vybrala jeho, a ne Homera, přičemž Patty ho v tom podporuje, protože v něm vidí ideálního manžela pro svou sestru. Je také naznačeno, že bývalý ředitel Harlan Dondelinger dával Artiemu přednost před Homerem v domnění, že bude multimilionářem a bude plnit úkoly, které by Homer, a dokonce ani Barney nikdy nedělali. 
V Napůl slušném návrhu (2002) se Marge dozví, že Artie je nesmírně bohatý, protože zbohatl na počítačích vynálezem adaptéru, který mění zvuky ručního vytáčení modemu na hudbu, která se snadno poslouchá, a neochotně přijme nabídku, že stráví víkend v jeho sídle za milion dolarů, aby zaplatila operaci, kterou Homer potřebuje k vyléčení svého extrémně hlasitého chrápání. Homer předpokládá, že ti dva spolu mají poměr, ale Artie přiznává, že ji nedokázal získat. Artie si začne připouštět, že na vině je jeho sobectví. V dílu Hádej, kdo přijde na večeři (2004) Simpsonovi objeví Artieho, který se skrývá na půdě poté, co promrhal své peníze a rozpoutal účetní skandál ve své společnosti Ziffcorp. Artiemu se podaří obvinit Homera tím, že ho záměrně nechá vyhrát 98 % akcií Ziffcorpu v pokeru, čímž se Homer stane právně odpovědným za Artieho podvod. Artie nicméně nakonec svou vinu přizná úřadům, když mu Marge vynadá za jeho špatný charakter a odhalí, že jeho vlastní sobecké chování jsou skutečné důvody, proč ho nikdo nemá rád. Poté je Artie utěšován Selmou a oba spolu stráví noc, a v důsledku toho se i Artie sám udá. 
Ve Speciálním čarodějnickému dílu XXIII (2012) Bart cestuje časem do roku 1974 a náhodou narazí na Marge, která je ještě středoškolačkou. Poté, co ji varuje, aby si nebrala Homera, se Bart vrátí do roku 2012 a zjistí, že Marge se provdala za Artieho, přičemž Bart se nyní jmenuje Bartie Ziff a má Artieho kudrnaté vlasy. Marge Artieho opustí poté, co se okamžitě zamiluje do řady Homerů cestujících časem. Říká, že když je viděla, uvědomila si, že si vzala špatného muže. 
V díle Rovnátka (2020) se Artie znovu objeví a pozve Homera a Marge na svou svatbu, kde zjistí, že nevěsta je robotický klon Marge. Vyrobil totiž i jiné robotické klony Marge, které se příliš neosvědčily.